# Одд Францен
Одд Бернхард Францен (норв. Odd Bernhard Frantzen, 20 січня 1913, Берген — 2 жовтня 1977, там само) — норвезький футболіст, що грав на позиції нападника за клуб «Харді», а також національну збірну Норвегії.

## Клубна кар'єра
У дорослому футболі дебютував 0 року виступами за команду клубу «Харді», кольори якої і захищав протягом усієї своєї кар'єри гравця, що тривала жодного років.

## Виступи за збірну
1936 року дебютував в офіційних матчах у складі національної збірної Норвегії. Протягом кар'єри у національній команді, яка тривала 4 роки, провів у її формі 20 матчів, забивши 5 голів.
У складі збірної був учасником чемпіонату світу 1938 року у Франції, де зіграв в програному матчі 1/8 фіналу з Італією (1-2).
| Дата       | Місто      | Господарі  | Результат | Гості     | Турнір                        | Голи | Примітки |
| ---------- | ---------- | ---------- | --------- | --------- | ----------------------------- | ---- | -------- |
| 07.08.1936 | Берлін     | Німеччина  | 0 – 2     | Норвегія  | Олімпійські ігри 1936         | -    |          |
| 10.08.1936 | Берлін     | Італія     | 2 – 1     | Норвегія  | Олімпійські ігри 1936         | -    |          |
| 13.08.1936 | Берлін     | Норвегія   | 3 – 2     | Польща    | Олімпійські ігри 1936         | -    |          |
| 06.09.1936 | Осло       | Норвегія   | 0 – 2     | Фінляндія | Чемпіонат П. Європи 1933-1936 | -    |          |
| 20.09.1936 | Осло       | Норвегія   | 3 – 3     | Данія     | Чемпіонат П. Європи 1933-1936 | 2    |          |
| 01.11.1936 | Амстердам  | Нідерланди | 3 – 3     | Норвегія  | товариський матч              | -    |          |
| 14.05.1937 | Осло       | Норвегія   | 0 – 6     | Англія    | товариський матч              | -    |          |
| 27.05.1937 | Осло       | Норвегія   | 1 – 3     | Італія    | товариський матч              | -    |          |
| 13.06.1937 | Копенгаген | Данія      | 5 – 1     | Норвегія  | Чемпіонат П. Європи 1937-1947 | -    |          |
| 10.10.1937 | Осло       | Норвегія   | 3 – 2     | Ірландія  | Відбір до ЧС 1938             | -    |          |
| 24.10.1937 | Берлін     | Німеччина  | 3 – 0     | Норвегія  | товариський матч              | -    |          |
| 07.11.1937 | Дублін     | Ірландія   | 3 – 3     | Норвегія  | Відбір до ЧС 1938             | -    |          |
| 31.05.1938 | Осло       | Норвегія   | 1 – 0     | Естонія   | товариський матч              | -    |          |
| 05.06.1938 | Марсель    | Італія     | 2 – 1     | Норвегія  | ЧС 1938                       | -    |          |
| 23.10.1938 | Варшава    | Польща     | 2 – 2     | Норвегія  | товариський матч              | -    |          |
| 02.06.1939 | Сольна     | Швеція     | 3 – 2     | Норвегія  | товариський матч              | 2    |          |
| 14.06.1939 | Копенгаген | Норвегія   | 1 – 0     | Швеція    | товариський матч              | -    |          |
| 18.06.1939 | Копенгаген | Данія      | 6 – 3     | Норвегія  | товариський матч              | 1    |          |
| 22.06.1939 | Осло       | Норвегія   | 0 – 4     | Німеччина | товариський матч              | -    |          |
| 22.10.1939 | Копенгаген | Данія      | 4 – 1     | Норвегія  | Чемпіонат П. Європи 1937-1947 | -    |          |
| Усього     |            | Матчів     | 20        |           | Голів                         | 5    |          |

## Титули і досягнення
- Бронзовий олімпійський призер: 1936